# 興福院 (神奈川県箱根町)

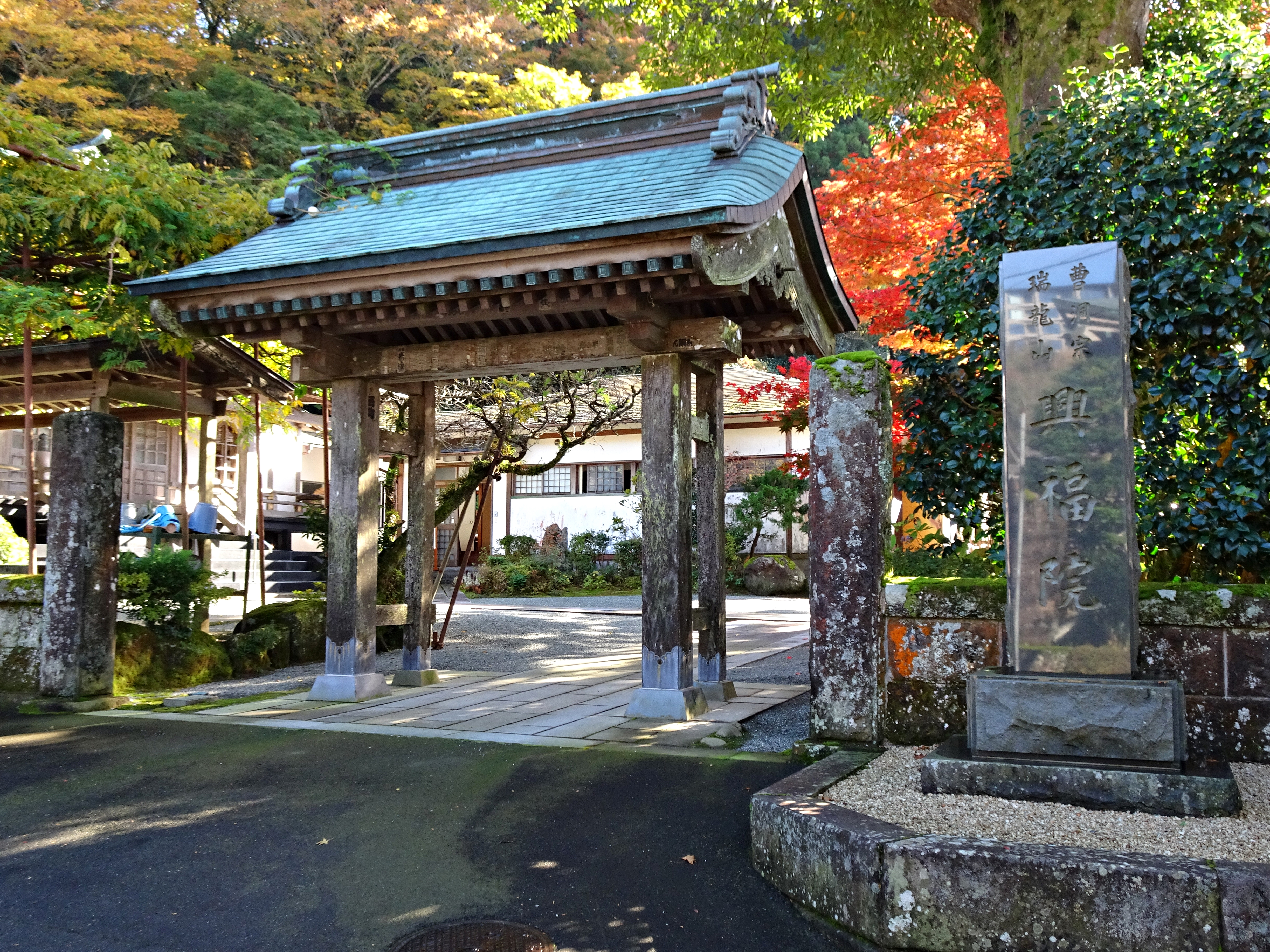
興福院山門

興福院（こうふくいん）は、神奈川県足柄下郡箱根町に所在する曹洞宗の寺院。

## 歴史
天文年間（1532年 - 1555年）、融山によって開山された。融山は箱根権現（現・箱根神社）の別当寺だった金剛王院東福寺の別当であり、金剛王院東福寺の支院として創建された。当初は真言宗の寺院であったが、いつごろかは不明であるが曹洞宗に転宗している。
明治初期の神仏分離及び廃仏毀釈により、箱根権現は箱根神社となり、別当寺だった金剛王院東福寺は廃寺となった。これにより金剛王院東福寺の寺宝は散逸したが、その一部は当院の所有となっている。

## 文化財
- 木造菩薩頭（神奈川県指定重要文化財 昭和41年7月19日指定）[2]
- 木造普賢菩薩坐像（神奈川県指定重要文化財 昭和41年7月19日指定）[2]
- 千手観音立像（箱根町指定文化財 昭和46年3月31日指定）[3]
- 賽の河原（箱根町指定史跡 昭和47年12月31日指定）[3]

## 交通アクセス
- 路線バス箱根神社入口停留所より徒歩5分。